# 白喉爬树雀
白喉爬树雀（学名：Pygarrhichas albogularis），是雀形目灶鸟科的一种鸟类，属于单型的白喉爬树雀属（学名：Pygarrhichas）。
白喉爬树雀体重约24克，翼长约79.9毫米，喙宽度约3.2毫米，喙厚度约5.1毫米，嘴峰长约21.8毫米，跗蹠长约19.3毫米，尾长约56.1毫米。
白喉爬树雀是留鸟，栖息在森林，它们是食肉动物，主要以昆虫、蜘蛛等陆生无脊椎动物为食。它们分布在智利中部和南部、阿根廷南部以及火地群岛。